# Die kleine Prinzessin Sara
Die kleine Prinzessin Sara (jap. 小公女セーラ, Shōkōjo Sēra) ist eine japanische Zeichentrickserie (Anime) aus dem Jahr 1985. Sie entstand nach dem Roman Sara, die kleine Prinzessin von Frances Hodgson Burnett, der 1905 erschien.
Animiert wurde die Serie von Nippon Animation als Teil der Reihe World Masterpiece Theater. Der Anime wurde auch als Manga adaptiert, der im November 2013 auf Deutsch bei Tokyopop erschien.

## Handlung
Sara Crewe wurde in Indien geboren, wo sie mit ihrer französischen Mutter und ihrem englischen Vater aufwuchs. Ihre Mutter verstarb früh und Saras wohlhabender Vater, Captain Crewe, plant für das Mädchen eine englische Ausbildung, für die er sie in seine Geburtsstadt London bringt. In Miss Minchins Institut für junge Damen soll Sara zur Dame erzogen werden, während der Vater nach Indien zurückkehrt, um seine Diamantenmine in Golkonda auszubeuten.
Miss Minchin, die das Internat mit strenger Hand leitet, ist zunächst stolz auf die Vorzeigeschülerin Sara, für die sie Privilegien wie ein gesondertes Zimmer, eine Kammerzofe sowie eine eigene Kutsche nur widerwillig akzeptiert. Die Direktorin erhofft sich mit Sara vor allem finanzielle Vorteile für ihr Institut.
Sara ist trotz ihres Reichtums ein warmherziges, fantasievolles und genügsames Mädchen, das schwächere Schüler unterstützt und sich mit den zuvor eher abgelehnten Schülerinnen Ermengarde und Lottie sowie der schlecht behandelten Küchenmagd Becky anfreundet. Jedoch zieht Sara auch den Neid der Klassenältesten Lavinia auf sich, die vor deren Ankunft als reichstes und intelligentestes Mädchen galt und sich in der Folge abgewertet fühlt. Auch Miss Minchins Groll gegen Sara wächst, nachdem sie erkennt, dass das Mädchen ihr in der französischen Sprache überlegen ist.
Saras Situation ändert sich schlagartig, nachdem das Institut an ihrem Geburtstag erfährt, dass ihr Vater in Indien an Gelbfieber verstorben ist. Weiterhin stellt sich heraus, dass dessen Diamantenmine in Golkonda nicht ertragreich ist. Da Captain Crewe mit seinem gesamten Privatvermögen für die Mine haftete, bleiben für Sara nur Schulden. Die verarmte Sara kann die Internatskosten nicht mehr bezahlen. Sie wird von Miss Minchin zum Dienstmädchen gemacht und soll so ihre Schulden abarbeiten. Es wird ihr zudem jeglicher sozialer Kontakt zu den Schülerinnen untersagt. Ihr Schicksal erträgt Sara jedoch mit Würde.
Der gesellschaftliche Abstieg Saras bedeutet den Aufstieg Lavinias, die das Mädchen fortan Gehässigkeiten und Intrigen aussetzt. Von Miss Minchin erfährt Sara ebenfalls nur Boshaftigkeit und Unmenschlichkeit. Ihr werden harte körperliche Arbeiten und Nahrungsentzug auferlegt, an deren Folgen sie beinahe stirbt.
Erst als im Nachbarshaus der schwächliche Unternehmer Mr. Carrisford aus Indien einzieht, bessert sich die Lage für Sara. Sein Diener Ram Dass macht Bekanntschaft mit Sara, nachdem sich dessen Affe über das Dach in Saras Dienstbotenkammer verirrt hat, und wird auf das Leid des Mädchens aufmerksam. Er und sein Herr lassen ihr und ihrer Zimmernachbarin Becky heimlich Essen zukommen. Nachdem dies eines Tages auffliegt, wird Sara zum Schlafen in einen Stall verbannt, der an Halloween abbrennt. Nach diesem Zwischenfall wird Sara aus dem Internat geworfen und muss sich fortan in den Straßen Londons durchschlagen.
Durch einen Zufall stellt sich heraus, dass Ralph Crewe ein Geschäftsfreund Carrisfords war. Die Bankrotterklärung von Saras Vater ist inzwischen aufgehoben worden, da sich die Diamantenmine doch als wirtschaftlich erwiesen hat. Sara beerbt sowohl ihren Vater als auch Mr. Carrisford, der keine Nachkommen hat und sie zur Alleinerbin seines Vermögens macht. Sie vergibt Miss Minchin und verträgt sich auch mit Lavinia, um ihren Unterricht am Internat wieder aufzunehmen. Becky wird aus dem Küchendienst entlassen und darf fortan als Saras beste Freundin an deren Seite leben.

## Charaktere
Sara Crewe (セーラ・クルー, Sēra Kurū)
Die Protagonistin der Serie wurde in Bombay, damals Britisch-Indien, als Tochter wohlhabender Eltern geboren. Da ihre Mutter Französin war, wuchs Sara zweisprachig auf. Sara spricht auch Hindi. Sie zeichnet sich aus durch lebhafte Fantasie, hohe Intelligenz und einen starken Willen. Im Internat von Miss Minchin werden Sara erstmals die Unterschiede zwischen arm und reich bewusst, dargestellt an Becky, einem schlecht behandelten Küchenmädchen, und Lavinia, der dekadenten Tochter eines reichen Gönners. Nach dem Tod ihres Vaters lebt Sara selbst in Armut und wird von Miss Minchin als gewöhnliche Arbeiterin angestellt.
Miss Minchin (マリア・ミンチン, Maria Minchin)
Miss Minchin (im Deutschen fälschlicherweise manchmal als Fräulein Minchen bezeichnet) ist die Internatsleiterin. Sie ist eine ältliche, wenig empathische Person, die die Schule mit harter Hand führt. Sie ist hauptsächlich auf die finanziellen Vorteile für das Internat fixiert, was sich einerseits in ihrem Bemühen, möglichst Töchter reicher Eltern als Schülerinnen zu gewinnen, andererseits bei ihren harten Sparmaßnahmen zeigt. Ihre menschlichen Qualitäten bleiben dabei auf der Strecke. Sie schikaniert gerne ihre Bediensteten, allen voran Sara, gegen die sie Neid und Groll hegt, und neigt in Konfliktsituationen zu cholerischen Ausbrüchen.
Amelia Minchin (アメリア・ミンチン, Ameria Minchin)
Fräulein Amelia ist die jüngere Schwester der Internatsleiterin und steht als deren charakterliches Gegenteil in ihrem Schatten. Sie ist warmherzig, menschlich und mitfühlend, jedoch schwach und wenig selbstbewusst, weswegen sie sich nicht gegen ihre große Schwester durchsetzen kann.
Lavinia Herbert (ラビニア・ハーバート, Rabinia Hābāto)
Die Klassenälteste an Miss Minchins Institut ist die Tochter reicher Südstaatler, die durch Ölquellen reich geworden sind und Verbindungen zum US-Präsidenten haben. Sie ist die bitterste Feindin Saras, da sie nur schwer ertragen kann, dass diese begabter ist als sie selbst. Lavinia ist recht intelligent und wird als gut in Mathematik, aber schwach in Französisch dargestellt, worauf in Miss Minchins Institut allerdings besonderer Wert gelegt wird. Auch nach Saras Verarmung bleibt Lavinia feindlich und instrumentalisiert selbst Lehrer für ihre Zwecke. Sie ist sehr fixiert auf Äußerlichkeiten, legt Wert auf Luxus und Prunk wie teure Kleider und Schmuck. Obwohl Lavinia sehr verwöhnt ist, sind ihre Eltern eher harmlos. Vor allem ihr Vater wird als unprätentiöser Mensch gezeichnet, der den Allüren seiner Tochter mit Argwohn begegnet.
Becky (ベッキー, Bekkī)
Die aus Ashfield stammende Becky wird bei Miss Minchin als Hausmädchen angestellt. Sie stellt sich sehr ungeschickt an, was ihr die Verachtung des restlichen Küchenpersonals und vor allem Miss Minchins einbringt. Becky ist nahezu rechtlos und wird mit Strafen wie Nahrungsentzug und Prügel belegt. Für Sara ist sie vom ersten Moment an ein Spiegel der Armut. Sie ist die einzige, die Becky menschlich behandelt und ihr heimlich hilft. In der Folge wird Becky für Sara nach deren Verarmung die wichtigste Stütze.
Peter (ピーター, Pītā)
Ursprünglich Saras Kutscher, wird der gleichaltrige Peter, der mit seiner Familie im Londoner Eastend lebt, für Sara ein wichtiger und treuer Freund. Er kennt sich bestens auf den Londoner Märkten aus. Seine hervorragenden Kontakte kann er oft nutzen, um Sara zu helfen. Er tut alles, um seiner ehemaligen Herrin ihre missliche Lage erträglicher zu machen. Seine Eltern sind beide krank und arbeitsunfähig, weswegen er für den Unterhalt der Familie verantwortlich ist.
Ermengarde St. John (アーメンガード・セントジョン, Āmengādo Sentojon)
Ermengarde ist anfangs Saras beste Freundin und die schlechteste Schülerin des Internats. Ihr Vater ist Oberstudienrat und lehnt seine Tochter aufgrund ihrer miserablen Noten ab. Aufgrund ihres geringen Selbstwertgefühls ist sie Lavinias Schikanen wehrlos ausgesetzt, bis Sara sie beschützt und sich für sie einsetzt. Unter ihrem Einfluss gelingt es Ermengarde zunehmend, sich zu behaupten. Im Lauf der Serie gewinnt sie an Zuversicht.
Lotty Lei (ロッティ・レイ, Rotti Rei)
Lotty ist mit vier Jahren das jüngste Kind an Miss Minchins Institut. Sie sieht in Sara eine Ersatzmutter, da ihre eigene Mutter verstorben ist.
Monsieur Dufarge (デュファルジュ先生, Dyufaruju-sensei)
Der Französischlehrer an Miss Minchins Institut ist selbst Franzose und ist beeindruckt von Saras Kenntnissen der Sprache, bei denen sie konkurrenzlos ist. Er ist die einzige Lehrkraft, die sich offen für Sara einsetzt und Miss Minchins ungerechtes Verhalten kritisiert. Er wird allerdings Opfer einer Intrige und schließlich aus dem Internat geworfen, so dass Sara einen ihrer wichtigsten Mitstreiter verliert.
Tom Carrisford (トム・クリスフォード, Tomu Kurisufōdo)
Der ledige Nachbar des Instituts ist ein reicher Geschäftsmann und nutzt infolge einer schweren Krankheit einen Rollstuhl. Niemand weiß, dass er der Geschäftspartner von Saras Vater war, der dessen Tochter in London sucht, um ihr ihr rechtmäßiges Erbe auszuzahlen.

## Unterschiede zum Roman
Im Vergleich zum Roman wurden in der Serie einige Dinge z. T. notwendigerweise verändert:
Während der Roman eher in einem beschreibenden Stil verfasst ist, gibt es im Anime einen durchgehenden Handlungsstrang. Außerdem versucht Sara im Buch eine Prinzessin zu sein, um so ihr hartes Leben meistern zu können. Im Anime schafft sie dies durch ihren starken Willen und ihre Phantasie, durch die sie auf andere wie eine Prinzessin wirkt.
Außerdem existiert ein wichtiger Charakter in der Serie, Peter, im Buch nicht. Somit kommen im Roman auch alle Ereignisse, an denen er beteiligt ist, nicht vor, zumindest nicht in dieser Form. Weitere wichtige Ereignisse der Serie, die im Buch nicht vorkommen:
- Besuch der Bürgermeisterin
- Besuch von Lavinias Eltern; Lavinia will Sara zu ihrem Dienstmädchen machen
- Lavinias Geburtstag; Lavinia will Saras Puppe Emily als Geschenk
- Erneuter Besuch der Bürgermeisterin; Sara wird für einen Tag wieder Klassensprecherin, damit die Bürgermeisterin nicht merkt, unter welchen Umständen Sara nun im Internat lebt
- Sommerferien; Becky besucht ihre Familie
- Saras schwere Krankheit
- Frl. Amelias Verletzung, in deren Folge sie Sara aus Frl. Minchins Vergangenheit erzählt
- Das Halloween-Fest, in dessen Folge ein Feuer in der Scheune ausbricht
- Im Gegensatz zum Buch beträgt die Zeitspanne anstatt mehreren Jahren (im Buch trifft Sara mit sieben Jahren in London ein und erfährt erst an ihrem elften Geburtstag vom Tod ihres Vaters) ungefähr ein Jahr (Sara ist bei ihrer Ankunft acht, beinahe neun Jahre alt, wie an den Kerzen zu sehen ist), was anhand der Charakterinteraktionen, den voranschreitenden Jahreszeiten (Maikönigin, Sommerferien und erste Trennung von Becky, Saras Krankheit, Halloween, Weihnachtsfeier am Ende), dem unveränderten Aussehen der Charaktere und der Zeitspanne der Briefe aus Indien erkennbar ist
- In der Serie sind Sara und Becky im gleichen Alter, Lavinia nur geringfügig älter. Dagegen ist Lavinia im Buch bereits fast 13, als die 7-jährige Sara im Internat eintrifft. Becky tritt zwei Jahre später ihre Stelle als Dienstmädchen an und ist zu dieser Zeit 14 Jahre alt.
- Nahezu alle boshaften Aktionen Lavinias gegen Sara gibt es nur in der Serie. Dort entwickelt sich Lavinia zur ausgesprochenen Widersacherin Saras, die keine Gelegenheit auslässt, sie zu schikanieren und zu demütigen. Im Buch kann Lavinia Sara zwar ebenfalls nicht leiden, beschränkt sich aber darauf, verbal über sie herzuziehen. Nach Saras Verarmung kommt sie kaum noch in der Geschichte vor. Ihre einzige bedeutsame Handlung besteht darin, das „Festmahl“ auf dem Dachboden an Miss Minchin zu verraten.
- Während Sara am Ende der Serie ausdrücklich erklärt, dass Becky als ihre beste Freundin und nicht als ihr Dienstmädchen bei ihr leben soll, wird Becky im Buch tatsächlich ihr Dienstmädchen

Nicht alle Ereignisse des Romans laufen in der Serie in derselben Reihenfolge ab, der Inhalt vieler Kapitel wurde auf mehrere Folgen verteilt.

## Veröffentlichungen
Ende 2004 ist die komplette Anime-Serie in Frankreich auf DVD erschienen. Auf der DVD befindet sich lediglich die französische Tonspur.
2008 erwarb der deutsche Vertrieb NEW KSM die Lizenzen einiger klassischer Anime-Serien, darunter auch Die kleine Prinzessin Sara. Die erste Box mit 23 Folgen wurde am 12. Februar 2009 veröffentlicht, jedoch nur mit deutscher Tonspur und in der deutschen Fernsehversion, welche den Vorspann verkürzt und den Abspann komplett vermissen lässt. Die zweite und abschließende DVD-Box der Serie ist im Mai 2009 erschienen.

## Synchronisation
| Rolle                  | Japanischer Sprecher (Seiyū) | Deutscher Sprecher  |
| ---------------------- | ---------------------------- | ------------------- |
| Sara Crewe             | Sumi Shimamoto               | Beate Tober         |
| Peter                  | Chika Sakamoto               | Florian Kiesel      |
| Becky                  | Mie Suzuki                   | Miriam Behpour      |
| Lavinia                | Eiko Yamada                  | Natascha Rybakowski |
| Fräulein Maria Minchin | Taeko Nakanishi              | Viola Sauer         |
| Amelia Minchin         | Yuri Nashiwa                 | Sonja Deutsch       |
| Molly                  | Asami Uchidono               | Luise Lunow         |
| James                  | Daisuke Gouri                | Jörg Döring         |
| Monsieur DuFarge       | Toshiya Ueda                 | Karl-Ulrich Meves   |
| Mariette               | Sanae Takagi                 | Bettina Weiß        |
| Lavinias Vater         | Kazuhiko Kishino             | Klaus Lochthove     |
| Lavinias Mutter        | Kumiko Takizawa              | Daniela Hoffmann    |
| Donald                 | Mitsuko Horie                | Matthias Hinze      |
| Ram Dass               | Hideyuki Tanaka              | Matthias Klages     |